# Rubye De Remer
Rubye De Remer (Denver, Colorado, 9 de janeiro de 1892 – Beverly Hills, Califórnia, 18 de março de 1984) foi uma dançarina norte-americana e atriz de filmes mudos. Nascida Ruby Burkhardt, ela começou sua carreira no teatro em Nova Iorque, com a peça Midnight Frolic.

## Filmografia selecionada
- Enlighten Thy Daughter (1917)
- The Auction Block (1917)
- Tillie Wakes Up (1917)
- A Fool and His Money (1920)
- The Glimpses of the Moon (1923)
- The Gorgeous Hussy (1936)